# Walter Neuweiler
Walter Neuweiler (* 12. Dezember 1898 in Môtiers; † 6. Januar 1972 in Bern) war ein Schweizer Mediziner.
Neuweiler studierte Medizin an der Universität Bern, wo er 1923 das Staatsexamen ablegte und promovierte. Nach Tätigkeit als Assistenzarzt in Bern, Zürich und Wien liess er sich 1927 als Spezialarzt in Baden nieder. 1931 wurde er Oberarzt in Bern. 1933 wurde Neuweiler an der Universität Bern für Geburtshilfe und Gynäkologie habilitiert und 1942 zum ausserordentlichen und 1950 zum ordentlichen Professor ernannt. Von 1959 bis 1961 war er Dekan der Medizinischen Fakultät der Universität Bern. 1966 trat er in den Ruhestand.
Seine bekannteste Schrift, das Lehrbuch der gynäkologischen Diagnostik, erschien 1952 auch auf Englisch.